# Касањабер Турна
Касањабер Турна (фр. Cassagnabère-Tournas) насеље је и општина у јужној Француској у региону Миди Пирене, у департману Горња Гарона која припада префектури Сен Годан.
По подацима из 2011. године у општини је живело 449 становника, а густина насељености је износила 17,79 становника/km². Општина се простире на површини од 25,24 km². Налази се на средњој надморској висини од 390 метара (максималној 422 m, а минималној 286 m).

## Демографија
| 1962. | 1968. | 1975. | 1982. | 1990. | 1999. | 2011. |
| ----- | ----- | ----- | ----- | ----- | ----- | ----- |
| 507   | 544   | 464   | 424   | 426   | 389   | 449   |

График промене броја становника у току последњих година